# Gorispolkom
Budova městského výkonného výboru v Pripjati (rusky здание горисполкома, здание городского исполнительного комитета) je budova v Pripjati, která před havárií budova sloužila mimo jiné jako sídlo městského výboru Komunistické strany Sovětského svazu, městského výkonného výboru (správy Prijati), městského výboru LKSMU (Leninský komunistický svazu mládeže Ukrajiny), GORNO (městské oddělení pro lidové vzdělávání), matriky nebo městského oddělení KGB.
Po havárii v Černobylské jaderné elektrárně v budově sídlil spicializovaný podnik „Komplex“, který se zabýval likvidací radioaktivního odpadu na území jaderné elektrárny Černobyl. Budova je opuštěna od roku 2005.
Nachází se na severu Leninova náměstí, na ulici Kurčatova č. 6 (ukrajinsky Курчатова улица д. 6). Ulice na které budova leží je pojmenována podle sovětského fyzika Igora Kurčatova, který je také známý jako otec sovětské atomové bomby.
Vedle budovy leží jiné turisty navštěvované místo, a to hotel Polesí (ukrajinsky Готель Полісся).